# NGC 506
NGC 506は、うお座にある恒星である。1874年11月7日にローレンス・パーソンズが発見した。

## 観測史
ローレンスは、NGC 499銀河群の最後の観測の際にこの恒星を発見した。彼は記述を残さなかったが、近隣の異なる恒星に対するこの恒星の位置について、微細な測定結果を残した。この位置には天体はなかったが、ニュージェネラルカタログを作ったジョン・ドライヤーは恐らく追加の情報を持っており、カタログ内では、その位置がさらに南東の方に修正されている。この天体は、カタログで「非常に暗く、非常に小さく、NGC 507の南西にある」と記述されている。